# Monticello (Minnesota)
Monticello és una població dels Estats Units a l'estat de Minnesota. Segons el cens del 2008 tenia 11.780 habitants.

## Demografia
Segons el cens del 2000, Monticello tenia 7.868 habitants, 2.944 habitatges, i 2.066 famílies. La densitat de població era de 488,4 habitants per km².
Dels 2.944 habitatges en un 43,6% hi vivien nens de menys de 18 anys, en un 52,6% hi vivien parelles casades, en un 12,9% dones solteres, i en un 29,8% no eren unitats familiars. En el 23,7% dels habitatges hi vivien persones soles el 7,9% de les quals corresponia a persones de 65 anys o més que vivien soles. El nombre mitjà de persones vivint en cada habitatge era de 2,64 i el nombre mitjà de persones que vivien en cada família era de 3,13.
Per edats la població es repartia de la següent manera: un 31,4% tenia menys de 18 anys, un 9,1% entre 18 i 24, un 35,4% entre 25 i 44, un 15,1% de 45 a 60 i un 8,9% 65 anys o més.
L'edat mediana era de 30 anys. Per cada 100 dones de 18 o més anys hi havia 90,1 homes.
La renda mediana per habitatge era de 45.384$ i la renda mediana per família de 53.566$. Els homes tenien una renda mediana de 41.057$ mentre que les dones 25.854$. La renda per capita de la població era de 19.229$. Entorn del 4,2% de les famílies i el 4,6% de la població estaven per davall del llindar de pobresa.

## Poblacions més properes
El següent diagrama mostra les poblacions més properes.